# Mehdi Boudar
Mehdi Boudar (sinh ngày 2 tháng 3 năm 1980 ở Annaba) là một cầu thủ bóng đá người Algérie. Hiện tại anh thi đấu cho USM Annaba ở Giải bóng đá hạng nhì quốc gia Algérie.

## Sự nghiệp câu lạc bộ
Vào mùa hè năm 2010, Boudar ký bản hợp đồng 2 năm cùng với JSM Béjaïa, gia nhập theo dạng chuyển nhượng tự do từ USM Annaba.

## Sự nghiệp quốc tế
Ngày 16 tháng 4 năm 2008, Boudar được triệu tập vào đội tuyển quốc gia Algérie A’ để thi đấu tại Vòng loại Giải vô địch bóng đá châu Phi 2009 trước Maroc. Anh ra mắt quốc tế từ ghế dự bị ở phút 86 của lượt về ở Fes.